# 玛格丽特·柯林
玛格丽特·柯林（英語：Margaret Colin，1958年5月26日—）是一名美国女演员。她著名的角色是在电影《地球的转动》中饰演角色蒙哥马利玛·休斯和在《绯闻女孩》中扮演埃莉诺·华德福·罗斯，还有1996年的《独立日》中饰演总统助理康斯坦斯·斯帕诺。